# Нове Село (Красноуфімський міський округ)
Нове Село́ (рос. Новое Село) — село у складі Красноуфімського міського округу (Натальїнськ) Свердловської області.
Населення — 443 особи (2010, 498 у 2002).
Національний склад станом на 2002 рік: росіяни — 95 %.